# Енисейская (пещера)
Енисейская — пещера, расположенная в Абхазии, в Гудаутском районе частично признанной Республики Абхазия, согласно административному делению Грузии — в Гудаутском муниципалитете Абхазской Автономной Республики, на Бзыбском хребте. Протяжённость 260 м, глубина 102 м, площадь 620 м², объём 1360 м³, заложена в верхнеюрских известняках. Была обнаружена в 1982 году экспедицией красноярских спелеологов под руководством Ю. Корначёва.

## Сложности прохождения пещеры
Категория сложности 2А.